# Iulia Peresild
Iulia Serguevna Peresild (em russo:  Ю́лия Серге́евна Переси́льд), 5 de setembro de 1984, é uma atriz de teatro e cinema da Rússia.

## Biografia e carreira
O sobrenome estoniano da Iulia Peresild vem de seus bisavós estonianos que foram deportados para a Rússia.
Seu primeiro grande papel no cinema foi como Olya Rodyashina no trama The Bride (2006), dirigido pelo diretor Elyor Ishmukhamedov e Captive, por Alexei Uchitel. Entretanto, seu verdadeiro sucesso veio no papel de Sofia, no drama Kray, por Alexei Uchitel, a série Santa Lucia (2012) e o triller mistíco Sonnentau (2012), que lhe tornou popular entre a audiência da Rússia.
Ela interpretou o papel da Sniper Soviética Lyudmila Pavlichenko, no filme biográfico Battle for Sevastopol (2015).

### Voo espacial
Em maio de 2021, Iulia Peresild foi aprovada pela Roscosmos para participar de um voo espacial para a Estação Espacial Internacional, onde a realização do filme "Vyzov" ocorreria. No fim de maio de 2021, a atriz e o diretor Klim Shipenko começaram a treinar. Os testes realizados envolveram a centrifuga, de vibração, familirização e treinos em aeronaves em condições de micogravidade, além de paraquedismo.
No dia 5 de outubro de 2021, as 08:55 UTC, o diretor e a atriz foram lançados pela Soyuz MS-19 - comandada pelo cosmonauta profissional Anton Shkaplerov e as 12:22 UTC acoplaram-se na ISS. Eles passaram cerca de 12 dias no espaço e retornaram no dia 17 de outubro de 2021, na Soyuz MS-18.

## Vida pessoal
Ela tem duas filhas: Anna (2009) e Maria (2012), cujo pai é o diretor Alexei Uchitel.

## Prêmios
- Prêmio da Presidência da Rússia para jovens artistas (2013)[12]

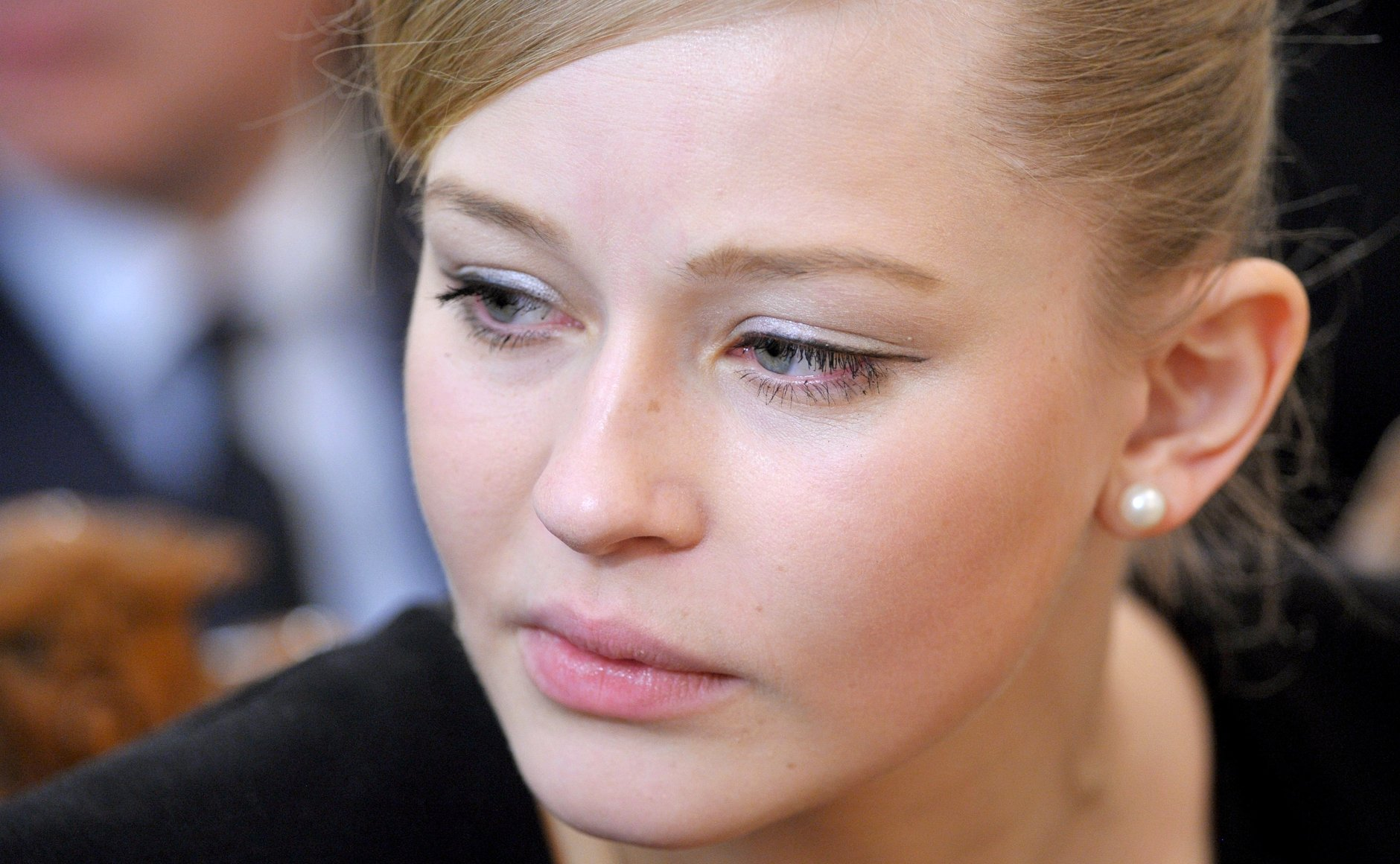
Iulia Peresild na cerimônia de premiação do Presidente da Federação Russa no Kremlin (2013)

## Filmografia

### Filmes
| Ano  | Título                             | Papel                                             | Notas        |
| ---- | ---------------------------------- | ------------------------------------------------- | ------------ |
| 2006 | The Bride                          | Olya Rodyashina                                   |              |
| 2008 | Cativeiro                          | Nastya                                            |              |
| 2008 | Once Upon a Time in the Provinces  | Anastasiya Vladimirovna Zvonnikova                |              |
| 2008 | Fortress                           | Gala                                              |              |
| 2008 | The Abduction                      | Elena                                             |              |
| 2008 | Virtual Alice                      | Anna Kochergina                                   |              |
| 2009 | Short circuit [ru]                 | Ira                                               |              |
| 2010 | Kray                               | Sofia                                             |              |
| 2010 | Decoy (Подсадной)                  | Vera Pozdnyakova                                  |              |
| 2011 | Five brides [ru]                   | Katya e Asya, gêmeas                              |              |
| 2012 | In the Fog                         | Anelya                                            |              |
| 2012 | Marathon                           | Inna Antipova                                     |              |
| 2013 | What are silent girl               | Yulya                                             |              |
| 2013 | Paradjanov                         | Svetlana Shcherbatyuk, esposa de Sergey Parajanov |              |
| 2013 | Weekend                            | Inga, secretária                                  |              |
| 2014 | The hunt for crocodiles            |                                                   |              |
| 2015 | Batalha por Sevastopol [en]        | Lyudmila Pavlichenko                              |              |
| 2016 | The Heritage of Love               | Masha Kulikova                                    |              |
| 2016 | I Am a Teacher                     | Anna Kurenkova                                    |              |
| 2017 | Cold Tango                         | Layma                                             |              |
| 2018 | A Rough Draft                      | Rose White                                        |              |
| 2019 | Dark like the Night. Karenina-2019 | Karenina                                          | curta        |
| 2021 | Sheena 667                         | Olya                                              |              |
| 2021 | Milk [en]                          | Zoya                                              |              |
| 2022 | Vyzov                              | Zhenya                                            | Pré produção |
| 2022 | Jonjoli [ru]                       |                                                   |              |

### Televisão
| Year | Title                       | Role                          | Notes      |
| ---- | --------------------------- | ----------------------------- | ---------- |
| 2003 | Land                        | Natasha Kublakova             | Série      |
| 2005 | The Princess and the Pauper | Kseniya Prokhorova            | Série      |
| 2005 | Yesenin                     | Katya Esenina                 | Série      |
| 2006 | Cannon                      | Oksana, she Viti Shtorma      | Série      |
| 2006 | Enchanted land              | Natasha Kublakova             | Série      |
| 2007 | Limit desires               | Nadya                         | Série      |
| 2007 | Cobweb                      | Dasha Averina                 | Série      |
| 2007 | On the way to the heart     |                               | Série      |
| 2007 | Saboteur 2: End of war      | Svetik                        | Série      |
| 2008 | I will be back              | Vera Mikhaylovich             | Série      |
| 2011 | Deli Case number 1          | Masha Skachko                 | Série      |
| 2011 | Winter Tango                | Yulya                         | TV         |
| 2011 | Summer Volkov               | Tosya                         | Mini-série |
| 2012 | Santa Lucia                 | Vika Saykina                  | Série      |
| 2012 | Sonnentau                   | Pita Pomyalovskya, journalist | Série      |
| 2014 | The Executioner             | Nina                          | Série      |
| 2015 | Adult daughter              | Albina Loginova               | Série      |
| 2015 | Mysterious Passion          | Ralissa                       | Série      |

## Ligação externa
- Iulia Peresild. no IMDb.